# Nitrato básico de telúrio
Nitrato básico de telúrio ou nitrato de trióxido-hidróxido ditelúrio (IV) é um composto químico com a fórmula química Te
2O
3(OH)NO
3 ou Te
2O
4 ·  HNO
3
. É um sólido branco cristalino, formado quando o telúrio elementar ou o dióxido de telúrio reagem com o ácido nítrico concentrado abaixo de 70°C. Esse composto é altamente solúvel em água com hidrólise, produzindo uma solução altamente ácida. Em solução mais diluída, pode hidrolisar completamente com um precipitado branco de dióxido de telúrio hidratado.

## Estrutura
Essa substância possui uma estrutura que é composta por camadas de átomos de telúrio e oxigênio que são enrugadas. Cada átomo de telúrio é conectado a outro por duas pontes de oxigênio, e a outros dois por uma única ponte de oxigênio. Esta estrutura é constituída por íons poliméricos bidimensionais [Te
2O
3(OH)]+
 que formam camadas, com íons nitrato NO–
3
 discretos entre elas.
O nitrato de telúrio básico cristaliza como cristais piramidais rômbicos, e essa estrutura cristalina pertencem ao grupo espacial Pnma,  com a = 14,607 (1), b = 8,801 (1) e c = 4,4633 (4)

## Síntese e Propriedades
Te
2O
3(OH)NO
3
 é formado quando uma solução de telúrio ou dióxido de telúrio em ácido nítrico é evaporada sem aquecimento excessivo. Essa reação ocorre até no máximo 70°C.
Reação do telúrio elementar:
2Te + 9HNO
3  →  [Te
2O
3(OH)]NO
3 + 8NO
2 + 4H
2O

Reação do dióxido de telúrio:
2TeO
2 + HNO
3  →  [Te
2O
3(OH)]NO
3

O nitrato básico de telúrio é um composto cristalino solúvel em água, porém propenso a hidrólise extensiva. A água quente hidrolisa rapidamente o sal com a formação de dióxido de telúrio hidratado e ácido nítrico.
[Te
2O
3(OH)]NO
3 + 2H
2O  →  2(TeO
2 · H2O) + HNO
3

Te
2O
3(OH)NO
3
 é uma fonte de telúrio compatível com nitratos e pH mais baixo (ácido). Esse composto também é um agente oxidante, podendo se decompor em telúrio elementar e óxidos de nitrogênio na presença de redutores adequados.
Quando aquecido, o nitrato sofre decomposição, que começa a 190°C, sendo o resíduo final o dióxido de telúrio. Esse último pode ser obtido com bom rendimento a partir do aquecimento do nitrato básico a 400°C.
[Te
2O
3(OH)]NO
3  →  2TeO
2 + HNO
3

## Usos
O nitrato básico de telúrio é usado em pesquisas químicas. Pode ser usado como um precursor para produzir compostos de ultra-alta pureza, catalisadores e materiais em nanoescala

## Segurança
O telúrio e seus compostos são tóxicos, podendo ter efeito teratogênico e só deve ser manuseado por químicos competentes. O nitrato básico de telúrio é corrosivo e oxidante, podendo causar dermatites e queimaduras na pele ao contato. Como outros compostos de telúrio, a absorção cutânea ou ingestão de pequenas quantidades pode causar um odor corporal persistente e extremamente desagradável que lembra alho podre ou rabanete, bem como mau-hálito intenso a alho. O telúrio pode ser absorvido pelo corpo através da inalação de seu aerossol.